# 服虔

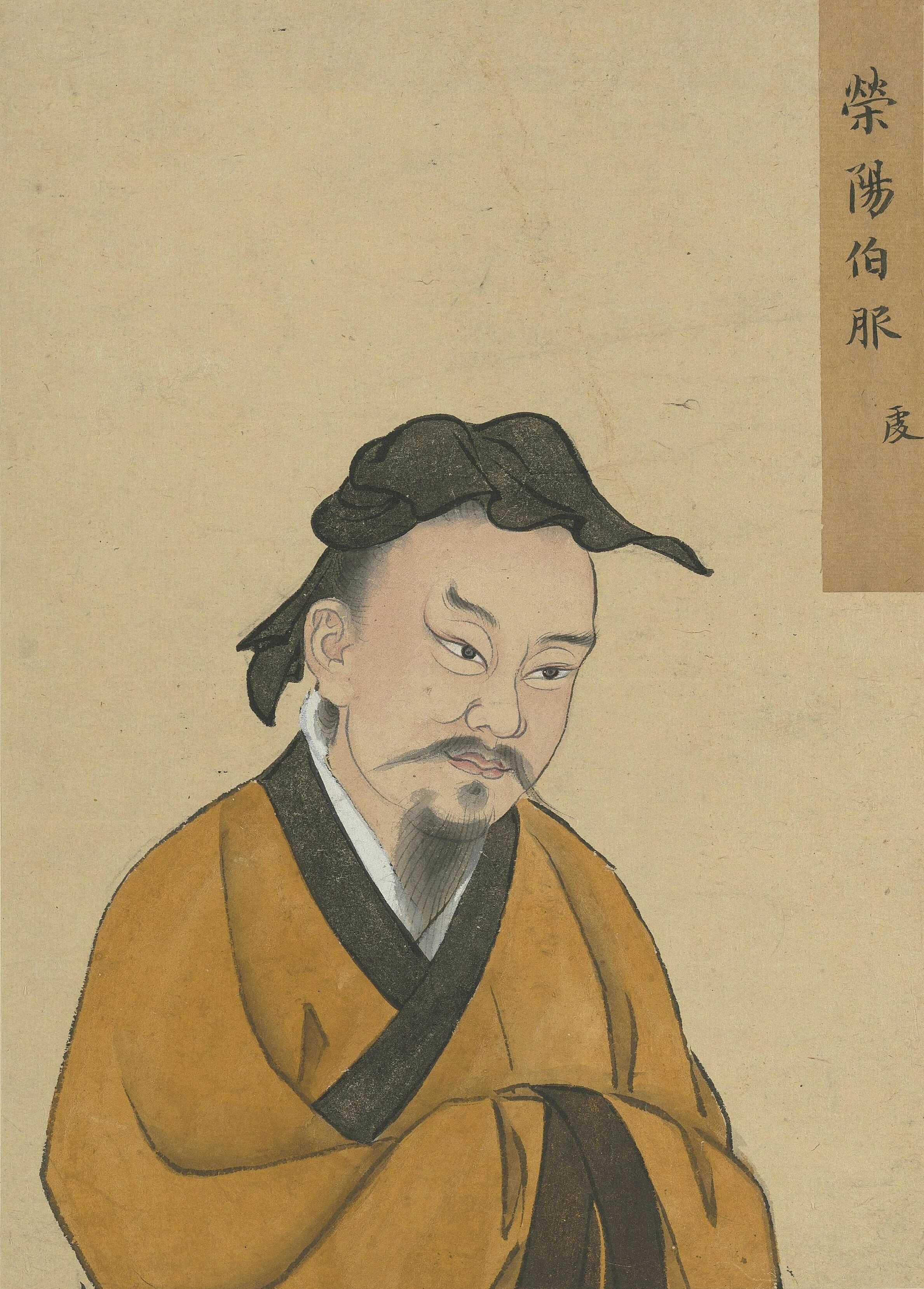
服虔

服虔（？—？），字子慎，初名重，又名祇，後改名虔。滎陽（今河南省滎陽縣）人，东汉经学家。

## 生平
早年清苦，入太學，舉孝廉。鄭玄想完成《左传》注，未成，有一天外出，与服虔同宿客店，兩人素不相識。服虔在旅舍外车上同别人述说自己注释《左传》的心得，鄭玄旁聽良久，大為佩服，曰：“吾久欲注，尚未了。听君向言，多与吾同，今当尽以所注与君。”官至尚書侍郎、高平縣令，中平末年，升遷九江太守，因事免官。当时社会动乱，汉献帝年间，权臣董卓伏诛后，余党李傕、郭汜继续把持朝政，徐州刺史陶谦率前扬州刺史周乾、琅邪相阴德、东海相刘馗、彭城相汲廉、北海相孔融、沛相袁忠、泰山太守应劭、汝南太守徐璆、前九江太守服虔、博士郑玄等共推行车骑将军朱儁为太师，发檄文号召地方讨伐李傕，尊奉献帝。但朱儁应李傕征召入朝，陶谦等只能作罢。服虔不久以病卒。曾撰《春秋汉议驳》二卷，以駁難今文經學家何休所论汉事，有六十条。著有《春秋左氏傳解誼》一書，马国翰《玉函山房辑佚书》辑存四卷。

## 延伸阅读
[在维基数据编辑]
 《後漢書·卷79下》，出自范晔《後漢書》